# خوميا
بلدية خوميا (بالإسبانية: Jumilla) هي بلدية تقع في منطقة مرسية جنوب شرق إسبانيا.

## الديموغرافيا
بلغ عدد سكان بلدية خوميا 25.926 نسمة عام 2011 (وفقاً للمعهد الوطني الإسباني للإحصاء).
| 20.439 | 20.573 | 22.968 | 24.188 | 24.596 | 25.685 | 25.926 |

## أعلام
- سلفادور غوارديولا
- حزقيال لوزانو
- برناردو غونزاليس
- روكيه بانيوس
- خوسيه غوارديولا